# Heidenaab, Creussenaue und Weihergebiet nordwestlich Eschenbach
Heidenaab, Creussenaue und Weihergebiet nordwestlich Eschenbach este o arie protejată (arie specială de conservare — SAC, sit de importanță comunitară — SCI) din Germania întinsă pe o suprafață de 1.869,04 ha, integral pe uscat.

## Localizare
Centrul sitului Heidenaab, Creussenaue und Weihergebiet nordwestlich Eschenbach este situat la coordonatele 49°39′21″N 12°00′17″E / 49.6558°N 12.0047°E.

## Înființare
Situl Heidenaab, Creussenaue und Weihergebiet nordwestlich Eschenbach a fost declarat sit de importanță comunitară în noiembrie 2004 pentru a proteja 7 specii de animale. Situl a fost protejat și ca arie specială de conservare în aprilie 2016.

## Biodiversitate
Situată în ecoregiunea continentală, aria protejată conține 7 habitate naturale: Lacuri eutrofice naturale cu vegetație de tip Magnopotamion sau Hydrocharition, Lacuri și iazuri distrofice naturale, Formațiuni ierboase bogate în specii de Nardus, dezvoltate pe substraturi silicioase în zone montane (și în zone submontane, în Europa continentală), Liziere de ierburi înalte hidrofile de câmpie și de nivel montan până la alpin, Fânețe de joasă altitudine (Alopecurus pratensis, Sanguisorba officinalis), Mlaștini turboase de tranziție și turbării mișcătoare, Păduri aluvionare cu Alnus glutinosa și Fraxinus excelsior (Alno-Padion, Alnion incanae, Salicion albae).
La baza desemnării sitului se află mai multe specii protejate:
- mamifere (1): vidră de râu (Lutra lutra)
- nevertebrate (3): phengaris nausithous (Maculinea nausithous), Ophiogomphus cecilia, Unio crassus
- pești (3): cicar (Lampetra planeri), țipar (Misgurnus fossilis), babușcă de tur (Rutilus virgo)